# Neriene gyirongana
Neriene gyirongana är en spindelart som beskrevs av Hu 200. Neriene gyirongana ingår i släktet Neriene och familjen täckvävarspindlar. Inga underarter finns listade i Catalogue of Life.